# Sperone del Centauro

Schema della Via Lattea conosciuta; il Braccio del Centauro è indicato in giallo.

Il Braccio del Centauro è una struttura minore della Via Lattea.
Il Braccio del Centauro si estende fra due bracci di spirale, diramandosi dal Braccio del Sagittario e dirigendosi verso la parte più interna della Galassia, in direzione del Braccio Scudo-Croce. Le evidenze della sua esistenza sono date dalla disposizione di alcuni brillanti ammassi aperti e da alcune importanti regioni H II in cui è attiva la formazione stellare; in particolare ci si riferisce al Braccio del Centauro nelle descrizioni della grande regione di formazione stellare nota come "305° Complex", cui è associata la nebulosa RCW 74, visibile poco ad est della Nebulosa Sacco di Carbone, nel ramo più meridionale della Via Lattea. Altre evidenze della sua esistenza giungono dalla posizione dell'ammasso Hogg 15.
A differenza del Braccio di Orione, lo sperone in cui si trova il sistema solare, il Braccio del Centauro si presenta di aspetto molto più irregolare e disomogeneo.